# Moulon (Gironda)
Moulon è un comune francese di 983 abitanti situato nel dipartimento della Gironda nella regione della Nuova Aquitania.

## Società

### Evoluzione demografica
Abitanti censiti